# Bauhinia buscalionii
Bauhinia buscalionii là một loài thực vật có hoa trong họ Đậu. Loài này được Mattei miêu tả khoa học đầu tiên.